# 北海道道84号豊富浜頓別線
北海道道84号豊富浜頓別線（ほっかいどうどう84ごう とよとみはまとんべつせん）は、北海道天塩郡豊富町と枝幸郡浜頓別町を結ぶ道道（主要地方道）である。

## 概要
豊富浜頓別線という路線名は、1957年（昭和32年）3月30日に道道164号として認定されたのが最初である。ただし現路線とは一部ルートが異なっており、宗谷郡猿払村上猿払から同村浅茅野に出て、国道238号と重複し浜頓別町に至るものであった。上猿払と浜頓別を短絡するルートは1966年（昭和41年）3月31日に道道552号上猿払浜頓別線に認定。その後、豊富 - 上猿払 - 道道552号 - 浜頓別のルートが主要道道へ昇格するのに際し、新たに豊富浜頓別線を認定し（道道164号・同552号は廃止）、上猿払と浅茅野の間は北海道道732号上猿払浅茅野線となった。

### 路線データ
- 起点：北海道天塩郡豊富町字豊富大通10丁目（国道40号・北海道道397号豊富停車場線交点）
- 終点：北海道枝幸郡浜頓別町中央南（国道275号交点）
- 総延長：58.857 km[3]
- 実延長：58.824 km[3]
- 重用延長：0.033 km[3]
- 未舗装延長：0.768 km[3]

### 道路管理者
- 宗谷総合振興局 稚内建設管理部 事業課
- 宗谷総合振興局 稚内建設管理部 歌登出張所

## 歴史
- 1972年（昭和47年）2月4日 - 724号として路線認定[4]。
- 1993年（平成5年）5月11日 - 建設省から、道道豊富浜頓別線が豊富浜頓別線として主要地方道に指定される[5]。
- 1994年（平成6年）10月1日 - 路線番号を84号に変更[6]。

## 地理

### 通過する自治体
- 宗谷総合振興局
  - 天塩郡豊富町
  - 天塩郡幌延町
  - 宗谷郡猿払村
  - 枝幸郡浜頓別町

### 交差する道路
豊富町

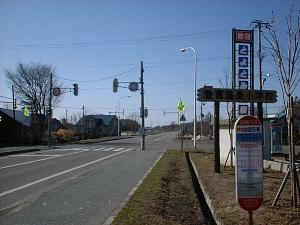
起点からおよそ6Km付近（豊富温泉）

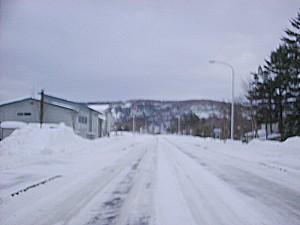
起点からおよそ6Km付近 冬の様子

- 国道40号・北海道道397号豊富停車場線 - 字豊富大通10丁目（起点）
- E5 豊富バイパス（国道40号）豊富サロベツIC - 字東豊富

幌延町
- 北海道道121号稚内幌延線 - 字北進

豊富町
- 北海道道121号稚内幌延線 - 本流
- 北海道道785号豊富中頓別線 - 日曹

猿払村
- 北海道道889号上猿払清浜線 - 上猿払
- 北海道道732号上猿払浅茅野線 - 上猿払

浜頓別町
- 北海道道710号浅茅野台地浜頓別線 - 字仁達内
- 国道275号 - 中央南（終点）

### 沿線にある施設など
- 豊富町国民健康保険病院
- 北海道豊富高等学校
- 豊富温泉スキー場
- クッチャロ湖
- 北海道浜頓別高等学校